# Ugljarevo
Ugljarevo (izvirno srbsko Угљарево) je naselje v Srbiji, ki upravno spada pod Občino Trstenik; slednja pa je del Rasinskega upravnega okraja.

## Demografija
V naselju, katerega izvirno (srbsko-cirilično) ime je Угљарево, živi 399 polnoletnih prebivalcev, pri čemer je njihova povprečna starost 43,2 let (42,1 pri moških in 44,2 pri ženskah). Naselje ima 170 gospodinjstev, pri čemer je povprečno število članov na gospodinjstvo 2,81.
To naselje je, glede na rezultate popisa iz leta 2002, večinoma srbsko, a v času zadnjih treh popisov je opazno zmanjšanje števila prebivalcev.
|  |

| Demografija | Demografija     | Demografija     |
| Leto        | Št. prebivalcev | Št. prebivalcev |
| ----------- | --------------- | --------------- |
|             |                 |                 |
|             |                 |                 |
|             |                 |                 |
|             |                 |                 |
| 1948        | 553             |                 |
| 1953        | 548             |                 |
| 1961        | 559             |                 |
| 1971        | 548             |                 |
| 1981        | 581             |                 |
| 1991        | 561             | 538             |
| 2002        | 520             | 478             |
|             |                 |                 |

| Etnična sestava po popisu iz leta 2002 | Etnična sestava po popisu iz leta 2002 | Etnična sestava po popisu iz leta 2002 | Etnična sestava po popisu iz leta 2002 | Etnična sestava po popisu iz leta 2002 |
| -------------------------------------- | -------------------------------------- | -------------------------------------- | -------------------------------------- | -------------------------------------- |
| Srbi                                   | Srbi                                   |                                        | 466                                    | 97,48%                                 |
| Črnogorci                              | Črnogorci                              |                                        | 6                                      | 1,25%                                  |
| Neznano                                | Neznano                                |                                        | 5                                      | 1,04%                                  |